# Sagama
Sagama é uma comuna italiana da região da Sardenha, província de Oristano, com cerca de 209 habitantes. Estende-se por uma área de 11 km², tendo uma densidade populacional de 19 hab/km². Faz fronteira com Flussio, Scano di Montiferro (OR), Sindia, Suni, Tinnura.